# ماتئو تومی
ماتئو تومی (انگلیسی: Matteo Tomei؛ زادهٔ ۲۸ ژوئن ۱۹۸۴) بازیکن فوتبال اهل ایتالیا است.
از باشگاه‌هایی که در آن بازی کرده‌است می‌توان به باشگاه فوتبال پادوا و باشگاه فوتبال تریستیانا اشاره کرد.